# Liam Brearley
Liam Brearley (* 27. Februar 2003) ist ein kanadischer Snowboarder. Er startet in den Disziplinen Slopestyle und Big Air.

## Werdegang
Brearley belegte bei den Juniorenweltmeisterschaften 2018 in Cardrona den 23. Platz im Big Air sowie den 19. Rang im Slopestyle und startete im Januar 2019 auf der Seiser Alm erstmals im Snowboard-Weltcup, wobei er den 28. Platz im Slopestyle errang. Bei den Juniorenweltmeisterschaften 2019 in Kläppen kam er auf den 18. Platz im Big Air und auf den 12. Rang im Slopestyle. Im folgenden Jahr gewann er bei den Olympischen Jugend-Winterspielen 2020 in Lausanne jeweils die Bronzemedaille in der Halfpipe sowie im Big Air und die Silbermedaille im Slopestyle. In der Saison 2020/21 kam er mit zwei siebten Plätzen und mit dem zweiten Platz im Slopestyle in Silvaplana auf den siebten Platz im Big-Air-Weltcup, auf dem dritten Rang im Park & Pipe-Weltcup sowie auf den zweiten Platz im Slopestyle-Weltcup. Beim Saisonhöhepunkt, den Weltmeisterschaften 2021 in Aspen, belegte er den 45. Platz im Slopestyle und den 14. Rang im Big Air. Nachdem er in der Saison 2021/22 im Weltcup meist Platzierungen im Mittelfeld errang, kam er in der Saison 2022/23 mit drei Top-Zehn-Platzierungen, darunter erneut Platz zwei im Slopestyle in Silvaplana, auf den 15. Platz im Park & Pipe-Weltcup und auf den vierten Rang im Slopestyle-Weltcup. Zudem siegte er im Slopestyle  beim Europacup in Livigno und sprang bei den Weltmeisterschaften 2023 in Bakuriani auf den 26. Platz im Big Air und auf den 22. Rang im Slopestyle. Nachdem Plätzen 16, sieben und fünf im Big Air in Edmonton zu Beginn der Saison 2023/24, holte er im Slopestyle in Laax seinen ersten Weltcupsieg. Bei den Winter-X-Games 2024 in Aspen wurde er Siebter im Big Air und holte dort die Goldmedaille im Knuckle Huck. Zum Saisonende siegte er in Silvaplana erneut im Slopestyle und gewann damit den Slopestyle-Weltcup. Im Park & Pipe-Weltcup errang er den vierten Platz.

## Erfolge

### Snowboard-Weltmeisterschaften
- 2021 Aspen: 14. Platz Big Air, 45. Platz Slopestyle
- 2023 Bakuriani: 22. Platz Slopestyle, 26. Platz Big Air

### Winter-X-Games
- 2024 Aspen: 1. Platz Knuckle Huck, 7. Platz Big Air

### Weltcupsiege und Weltcup-Gesamtplatzierungen

#### Weltcupsiege
| Nr. | Datum           | Ort        | Disziplin  |
| --- | --------------- | ---------- | ---------- |
| 1.  | 20. Januar 2024 | Laax       | Slopestyle |
| 2.  | 23. März 2024   | Silvaplana | Slopestyle |

#### Weltcup-Gesamtplatzierungen
| Saison  | Park & Pipe | Park & Pipe | Slopestyle | Slopestyle | Big Air | Big Air |
| Saison  | Punkte      | Platz       | Punkte     | Platz      | Punkte  | Platz   |
| ------- | ----------- | ----------- | ---------- | ---------- | ------- | ------- |
| 2018/19 | 56,1        | 143.        | 56,1       | 72.        | -       | -       |
| 2019/20 | 720         | 43.         | 720        | 18.        | -       | -       |
| 2020/21 | 152         | 3.          | 116        | 2.         | 36      | 7.      |
| 2021/22 | 55          | 50.         | 45         | 35.        | 10      | 37.     |
| 2022/23 | 144         | 15.         | 144        | 4.         | -       | -       |
| 2023/24 | 311         | 4.          | 229        | 1.         | 82      | 13.     |
| 2024/25 | 164         | 21.         | 113        | 7.         | 51      | 24.     |

### Juniorenweltmeisterschaften
- 2018 Cardrona: 19. Platz Slopestyle, 23. Platz Big Air
- 2019 Kläppen: 12. Platz Slopestyle, 18. Platz Big Air

### Weitere Erfolge
- Olympische Jugend-Winterspiele 2020: 2. Platz Slopestyle, 3. Platz Halfpipe, 3. Platz Big Air